# ستيف نيلسون (محامي)
ستيف نيلسون (بالإنجليزية: Steve Nelson)‏ هو محامي أمريكي، ولد في 1903، وتوفي في 1993.